# Lucien Gaudin
Lucien Alphonse Paul Gaudin, född 27 september 1886 i Arras, död 23 september 1934 i Paris, var en fransk fäktare.
Gaudin blev olympisk guldmedaljör i florett och värja vid sommarspelen 1924 i Paris.